# All About Luv
All About Luv — шестой студийный альбом и первый англоязычный альбом южнокорейского хип-хоп бойз-бэнда «Monsta X». Он был выпущен на лейбле Epic Records 14 февраля 2020 года. Его выпуску предшествовало несколько синглов, в том числе «Who Do U Love?» выпущенный совместно с рэпером Френч Монтана. Альбом дебютировал на пятом месте в чарте Billboard 200.

## Выпуск и продвижение
Первым синглом из альбома стал трек «Who Do U Love?», вышедший 14 июня 2019 года а экранизация в виде клипа 21 июня. Композиция вышла во время третьего мирового тура группы «We Are Here World Tour». Трек дебютировал на 26 месте в чарте Billboard Mainstream Top 40.
20 сентября вышел второй сингл из альбома «Love U» вместе с ремиксом на первый сингл, а 4 октября третий сингл «Someone’s Someone», 16 октября экранизация в виде клипа. 28 октября вышел седьмой мини-альбом Follow: Find You, 31 октября года из группы ушёл Вонхо, далее группа начала продвигаться без его участия, но в последующих синглах альбома присутствует его голос. «Middle Of The Night» вышел 6 декабря, это был первый сингл группы после ухода Вонхо, 7 декабря они исполнили сингл на B96 Jingle Bell Bash в Чикаго.
В день выпуска альбома группа выступала в Лос-Анджелесе и его окрестностях, а также проводила встречи с фанатами и журналистами. 19 и 20 февраля прошли несколько мероприятий: вечеринка в честь релиза в Paramount в Хантингтоне, выступление в магазине Live Nation в Манхэттене и выступление в Chelsea Music Hall. Группа должна была гастролировать по США в июне и июле 2020 года для продвижения альбома. Позже тур был отложен из-за пандемии COVID-19. 17 апреля вышла экранизация в виде клипа на трек  «You Can't Hold My Heart».

## Критика
Тамар Херман из Billboard назвала альбом «чистым поп-альбомом, полным треков, передающих эмоции романтики». В Billboard его также описывали как «возвращение к гармонизирующим и замысловатым конструкциям ушедшей эпохи», а также «машину времени, к которой стоит вернуться в последние месяцы»
В рецензии на сайте Variety Джэха Ким написал, что хотя альбом был выпущен в День святого Валентина, «его самые мощные треки посвящены разрывам и обману», и что альбом «полон пульсирующих битов и любознательных текстов». Обозреватель резюмировал, что с релизом группа «доказала, что k-pop преодолевает языковые барьеры, и это то, чему можно порадоваться».

#### Вхождение в рейтинги и списки
| Критик / Публикация | Лист                                                               | Номинация           | Позиция    | Прим.  |
| Альбом              | Альбом                                                             | Альбом              | Альбом     | Альбом |
| ------------------- | ------------------------------------------------------------------ | ------------------- | ---------- | ------ |
| Billboard           | «50 лучших альбомов 2020 года»                                     | All About Luv       | нет данных | [ 16 ] |
| PopCrush            | «25 лучших альбомов 2020 года»                                     | All About Luv       | нет данных | [ 19 ] |
| Time                | «Альбомы, которые определили монументальный год K-pop в 2020 году» | All About Luv       | нет данных | [ 20 ] |
| Песня               |                                                                    |                     |            |        |
| Republic World      | «Лучшие K-pop песни 2020 года»                                     | «Who Do U Love?»    | нет данных | [ 21 ] |
| BuzzFeed            | «30 песен, которые помогли определить k-pop в 2019 году»           | «Someone’s Someone» | 24         | [ 22 ] |

## Коммерческий успех
All About Luv дебютировал на пятом месте в чарте Billboard 200 США 29 февраля 2020 года. Это первое попадание группы в указанный чарт, хотя ранее альбомы группы попадали в другие хит-парады Billboard.
Альбом также дебютировал на седьмой строчке в американском рейтинге Rolling Stone Top 200. Это первое попадание группы в указанный чарт.

## Трек-лист

### Стандартная версия
| №                   | Название                                                       | Длительность |
| ------------------- | -------------------------------------------------------------- | ------------ |
| 1.                  | «Who Do U Love?» (совместно с French Montana)                  | 3:09         |
| 2.                  | «Love U»                                                       | 2:40         |
| 3.                  | «Happy Without Me»                                             | 2:58         |
| 4.                  | «Got My Number»                                                | 2:51         |
| 5.                  | «Someone’s Someone»                                            | 2:21         |
| 6.                  | «Middle Of The Night»                                          | 2:46         |
| 7.                  | «She's The One»                                                | 3:19         |
| 8.                  | «You Can't Hold My Heart»                                      | 3:01         |
| 9.                  | «Misbehave»                                                    | 3:24         |
| 10.                 | «Beside U» (совместно с Pitbull)                               | 3:08         |
| 11.                 | «Who Do U Love?» (will.i.am remix; совместно с French Montana) | 3:24         |
| Общая длительность: | Общая длительность:                                            | 33:05        |

### Бонус-трек расширенной версии
| №                   | Название                                          | Длительность |
| ------------------- | ------------------------------------------------- | ------------ |
| 12.                 | «Beside U» (I.M rap version; совместно с Pitbull) | 3:33         |
| Общая длительность: | Общая длительность:                               | 36:38        |

## Чарты
| Чарт (2020)                        | Высшая позиция |
| ---------------------------------- | -------------- |
| Бельгия/Фландрия (Ultratop)        | 127            |
| Канада (Canadian Albums Chart)     | 10             |
| Croatia International Albums (HDU) | 4              |
| French Albums (SNEP)               | 63             |
| Венгрия (MAHASZ)                   | 16             |
| Japan Hot Albums (Billboard Japan) | 63             |
| Япония (Oricon)                    | 18             |
| Польша (ZPAV)                      | 18             |
| Португалия (AFP)                   | 4              |
| Шотландия (Scottish Albums Chart)  | 54             |
| Spanish Albums (PROMUSICAE)        | 16             |
| Швейцария (Schweizer Hitparade)    | 37             |
| UK Albums Sales (OCC)              | 44             |
| UK Digital Albums (OCC)            | 53             |
| US Billboard 200                   | 5              |
| US Rolling Stone Top 200           | 7              |

| Чарт (2019)                      | Высшая позиция |
| -------------------------------- | -------------- |
| US Mainstream Top 40 (Billboard) | 26             |

| Чарт (2020)                      | Высшая позиция |
| -------------------------------- | -------------- |
| US Mainstream Top 40 (Billboard) | 40             |

## Награды и номинации
| Место                 | Год   | Награда    | Номинированная работа                 | Результат | Прим.  |
| Песня                 | Песня | Песня      | Песня                                 | Песня     | Песня  |
| --------------------- | ----- | ---------- | ------------------------------------- | --------- | ------ |
| MTV Video Music Award |       |            |                                       |           |        |
| 36th                  | 2019  | Best K-pop | «Who Do U Love?» feat. French Montana | Номинация | [ 40 ] |
| 37th                  | 2020  | Best K-pop | «Someone’s Someone»                   | Номинация | [ 41 ] |